# Ольховка (Заболотское сельское поселение)
Ольховка — деревня в Пермском районе Пермского края. Входит в состав Заболотского сельского поселения.

## География
Расположена в пригородной зоне краевого центра — г. Перми.
Географическое положение
Расположена примерно в 3,5 км к юго-востоку от административного центра поселения — деревни Горшки.

## История
Деревня вошла в состав муниципального образования «Заболотское сельское поселение» согласно Закону Пермской области от 1 декабря 2004 года № 1868—402 «Об утверждении границ и о наделении статусом муниципальных образований Пермского района Пермского края».

## Население
| 2010 |
| ---- |
| 15   |

## Инфраструктура
Личное подсобное хозяйство.

## Транспорт
Проходит автодорога регионального значения 57К-0014 «Пермь — Усть-Качка».
Остановка общественного транспорта «Ольховка».

## Топографические карты
- Лист карты O-40-76 Юго-камский. Масштаб: 1 : 100 000. Состояние местности на 1983 год. Издание 1984 г.